# 1523
Cette page concerne l'année 1523  du calendrier julien.
L'année 1523 est une année commune qui commence un jeudi.

## Événements
- 13 août : arrivée à Veracruz de trois missionnaires franciscains flamands, les premiers  en Nouvelle-Espagne, fray Pedro de Gante, fray Juan de Tecto et fray Juan de Ayora[1].

- 6 décembre[2] : Pedro de Alvarado part en expédition au Salvador et au Guatemala où il fonde Santiago de los Caballeros le 25 juillet 1524[1]. Parti à la recherche d’or, il commet de nombreux massacres d’indigènes.

- Incident de Ningbo. Deux délégations japonaises rivales qui revendiquent le monopole du commerce tributaire avec la Chine s'affrontent ; un bateau et des bâtiments sont incendiées, une douzaine de personnes tuées[3]. À la suite de cet incident et de la piraterie des Portugais, l'empereur Ming Jiajing interdit toute communication maritime avec les autres pays[4].
- Révolte des noirs à Saint-Domingue[5].

### Europe
- Hiver très rude dans le Sud de la France après le 15 janvier[6]. L'année sera cependant paradoxalement la deuxième année la plus chaude connue, avec une anomalie de (+4,10 °C), (la chaude étant l'année 2003 avec une anomalie de +5,86 °C)[7].

- 1er janvier : les Turcs ottomans prennent l'île de Rhodes aux Hospitaliers[8] après six mois de siège.
- 20 janvier : Christian II de Danemark, qui avait tenté d’imposer un pouvoir absolu avec le soutien des marchands en réduisant le pouvoir de l’aristocratie se heurte à la révolte des nobles de Jutland. Il est chassé du trône par l'assemblée réunie à Viborg au profit de son oncle Frédéric de Holstein[9], chef des révoltés et se réfugie aux Pays-Bas (13 avril[10]) où il passe à la Réforme.
- 29 janvier : dispute de Zurich. Le canton de Zurich est le premier État à se séparer de l’Église de Rome[11]. À la demande du Conseil de ville, le prédicateur Ulrich Zwingli soutient 67 thèses en présence de plusieurs centaines de personnes et du vicaire général de Constance. Le Conseil de ville approuve ses idées (refus de la doctrine de la transsubstantiation et caractère strictement symbolique du pain et du vin dans la Cène) et décide la suppression des images dans les lieux de culte puis la sécularisation des biens du clergé.

- Février : création du Conseil des finances en Castille (Consejo de Hacienda)[12].

- 18 mars : création du Trésor de l’Épargne, qui simplifie l’administration financière en France (une seule caisse)[13].
- Mars : création de la chambre des comptes de Montpellier[14].

- 5 avril, Pâques : Thomas Münzer introduit la nouvelle liturgie à Allstedt[15].
- 15 avril : Arrivée du dominicain Martin Bucer à Strasbourg. Excommunié, il organise la Réforme à Strasbourg[16].
- 18 avril Thomas More, conseiller du roi Henri VIII d'Angleterre, est nommé speaker de la Chambre des communes[17].

- 7 mai : capitulation de Franz von Sickingen. La révolte des chevaliers (de) est écrasée par l’archevêque de Trèves[18].

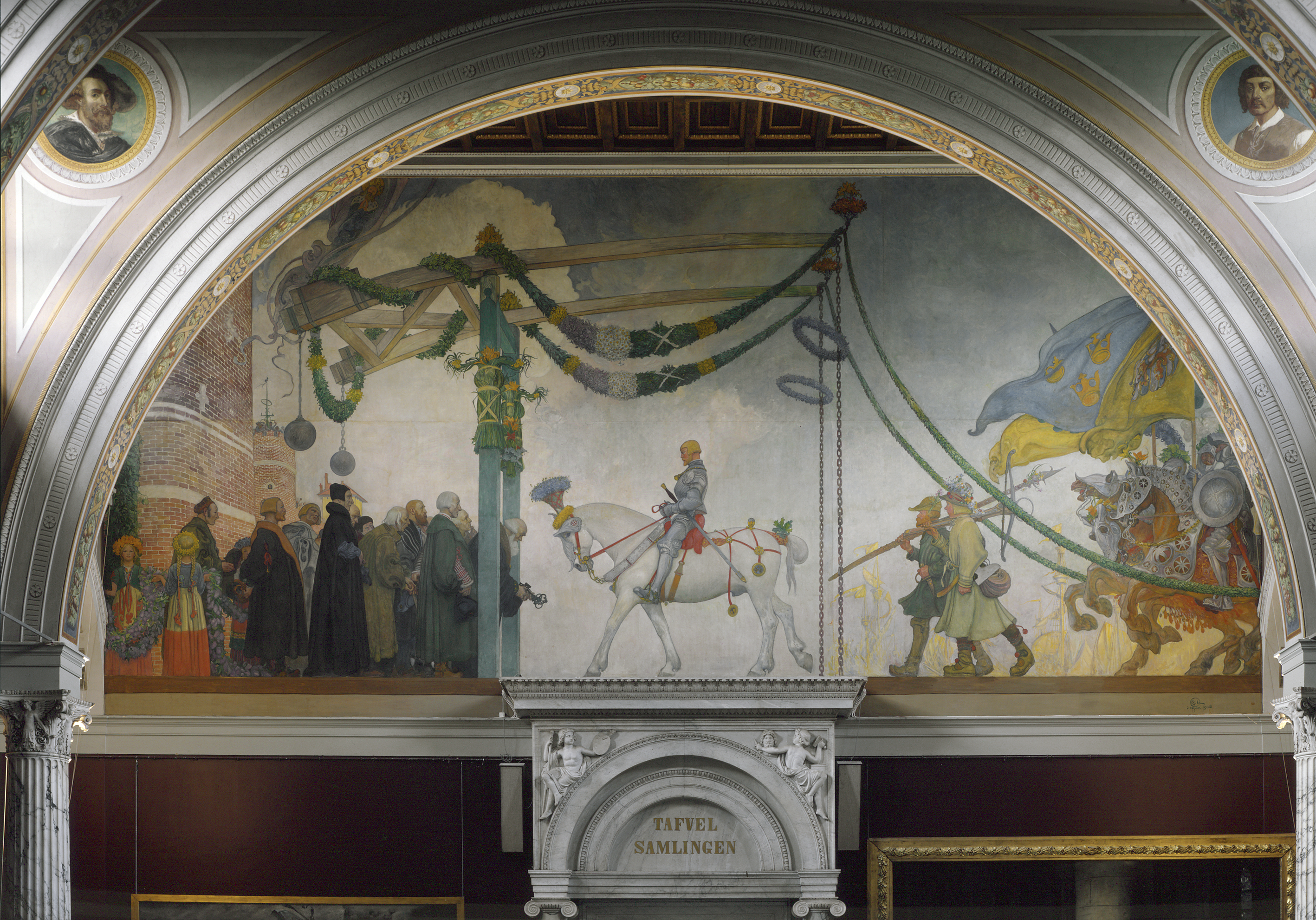
24 juin: Gustav Vasa entre dans Stockholm. Il chasse les Danois de Stockholm, brisant l’union de Kalmar. Il impose le luthéranisme, développe l’économie du pays et réorganise le royaume (administration, justice, fiscalité). La Suède obtient son indépendance du Danemark.

- 6 juin : Gustav Vasa est élu roi de Suède par le Riksdag de Strängnäs (fin de règne en 1560)[19]. Laurentius Andræ devient chancelier du roi de Suède (fin en 1531)[20]. Il prend position pour la Réforme dès le 4 février 1524[21].
- 8 juin : le savant et humaniste français Jacques Lefèvre d'Étaples publie sa traduction des Évangiles en français[22].

- 1er juillet : deux moines augustins d'Anvers, Henri Voes et Jean van Hessen, sont brulés vifs sur la Grand-Place de Bruxelles comme luthériens[23].

- 3 août[24] :  Frédéric Ier de Danemark octroie une charte (håndfæstning) à ses sujets qui stipule que les hautes charges civiles et ecclésiastiques seraient désormais réservées à la noblesse, que les terres ne doivent plus être détenues que par des nobles. Il maintient l’Église dans tous ses droits et privilèges.
- 8 août : le moine augustin Jean Vallière est brûlé vif devant la porte Saint-Honoré à Paris. Première condamnation en France des idées de Luther[25].
- 30 août : Œcolampade mène la réforme à Bâle[26].
- Août : l’amiral Bonnivet, favori de François Ier, passe les Alpes au col du Mont-Cenis avec l'avant-garde de l’armée d’Italie[27].

- 1er septembre, Lyon : François Ier, qui a appris la trahison du connétable de Bourbon, décide de ne pas conduire l'expédition en Italie. Bonnivet est nommé chef de l’armée d’Italie[28].
- 14 septembre : L'armée française passe le Tessin et marche sur Milan[28].

- 9 octobre : le connétable de Bourbon, en fuite, arrive à Besançon, terre d'Empire. Louise de Savoie, mère de François Ier, lui réclame l’héritage des Bourbon (Marche, Bourbonnais, Auvergne) et le connétable passe au service de Charles Quint[29].

- Octobre - novembre : Muhammad Girey, khan de Crimée, est tué par ses alliés nogaïs lors d'un complot destiné à chasser le khan d'Astrakhan soutenu par Moscou[30]. Le khan de Kazan Sahip lui succède à Baghtche Saray et laisse à Kazan un enfant de treize ans, Safa Girey (1523-1530)[31].
  - Après leur victoire, les Nogaïs razzient le khanat de Crimée[31]. Les Russes lancent une double offensive, diplomatique et militaire. Les Ottomans ne font rien pour leurs vassaux.
- 19 novembre : Jules de Médicis est élu pape. Il prend le nom de Clément VII (fin de pontificat en 1534)[32].
- 23 novembre : concordat en Espagne : la papauté confirme au roi d’Espagne le privilège de désigner les titulaires des églises reconquises de la péninsule[33].

- Les milices de Gênes prennent Savone. De 1525 à 1526, les Génois détruisent le môle, comblent le port, puis après une tentative de révolte de la ville en 1528, abattent ses tours en attendant d’y construire des forteresses[34].

- Annexion des apanages (oudiels) des princes de Seversk à la Grande-principauté de Moscou[35].
- Introduction de la Réforme en Slovénie[36].
- Le pape Adrien VI envoie comme légat à Stockholm Johannes Magnus pour régler la question des évêchés vacants (six sur huit)[37].

## Naissances en 1523
- 1er février : Francesco Abbondio Castiglioni, cardinal italien († 14 décembre 1568).

- 5 mars : Rodrigo de Castro Osorio, cardinal espagnol († 18 septembre 1600).
- 7 mars : Francesco Giuntini, théologien italien († 1590).

- 22 mars : Daniel Brendel von Homburg, archevêque et prince-électeur de Mayence († 22 mars 1582).
- 23 mars : Vincenzo Lauro, cardinal italien († 17 décembre 1592).

- 5 avril : Blaise de Vigenère, diplomate, cryptographe, traducteur, alchimiste et astrologue français († 19 février 1596).
- 17 avril : Guy Pancirollus, jurisconsulte et antiquaire italien († 1er juin 1599).
- 21 avril : Marco Antonio Bragadin, gouverneur de l'île de Chypre pour le compte de la république de Venise († 17 août 1571).

- 5 juin : Marguerite de France, fille de François Ier, roi de France et de sa première épouse Claude. Duchesse de Savoie par son mariage avec Emmanuel-Philibert († 15 septembre 1574).

- 22 septembre : Charles Ier de Bourbon, cardinal français, archevêque de Rouen († 9 mai 1590).

- 18 octobre : Anna Jagellon, reine de Pologne, fille du roi de Pologne Sigismond Ier le Vieux, et épouse d'Étienne Báthory († 9 septembre 1596).

- 7 novembre : Erasmus Neustetter, théologien catholique humaniste († 3 décembre 1594).
- 11 novembre : Guy Coquille, avocat, jurisconsulte et poète français († 11 mars 1603).

- Date précise inconnue :
  - Jean Bégat, juriste français († 21 juin 1572).
  - Henri Brandon, 1er comte de Lincoln († 1er mars 1534).
  - Marco Antonio Colonna, seniore, cardinal italien († 13 mars 1597).
  - Cesare Fiaschi, écuyer italien († 1558).
  - Ambroise Loots, 31e abbé de Parc († 12 janvier 1583).
  - Olivier Mannaerts, prêtre jésuite belge († 28 novembre 1614).
  - Mōri Takamoto, daimyo de la province d'Aki de l'époque Sengoku († 18 septembre 1563).
  - Mori Yoshinari, samouraï de l'époque Sengoku et chef de la famille Mori, qui sert le clan Toki 土岐氏 († 19 octobre 1570).
  - Pieter Pourbus, peintre, sculpteur, dessinateur et cartographe flamand († 30 janvier 1584).
  - Laurent II Pucci, ecclésiastique italien, évêque de Vannes († 1548).
  - Thomas Randolph, diplomate, homme politique et ambassadeur britannique († 8 juin 1590).
  - Francisco Sánchez de las Brozas, humaniste, philologue et grammairien espagnol († 1601).
  - Giacomo Savelli, cardinal italien († 5 décembre 1587).
  - Gaspara Stampa, poétesse italienne († 23 avril 1554).
  - Uesugi Norimasa, daimyo japonais qui possède la  province d'Echigo († 13 avril 1579).
  - Crispin van den Broeck, peintre flamand († vers 1591).
  - Charles Van der Linden, 30e abbé de Parc († 22 décembre 1576).
  - Jan van der Straet, peintre flamand († 11 février 1605).
  - Carlo Visconti, évêque catholique et cardinal italien († 12 novembre 1565).

- Vers 1523 :
- Francesco Terzio, peintre maniériste italien de la Renaissance tardive († 20 août 1591).

## Décès en 1523
- 7 mai : Antonio Grimani, 76e doge de Venise (° 28 décembre 1434).
- 1er juillet : Henri Voes et Jean Van Eschen, brûlés vifs sur la Grand-Place de Bruxelles. Leur supplice dure 4 heures.
- 30 juillet : Juan de Anchieta, compositeur espagnol (° vers 1462).
- 13 août : Gérard David, peintre flamand (° vers 1450).
- 29 août : Ulrich von Hutten, chevalier et humaniste allemand en exil (° 21 avril 1488).
- 11 octobre : Bartolomeo Cincani, peintre et graveur italien (° 11 octobre 1450).
- 16 octobre : Luca Signorelli, peintre italien de l'école florentine (° vers 1450).
- ? octobre : William Cornysh, compositeur, dramaturge, acteur et poète anglais (° 1465).
- 20 novembre : Pellegrino Aretusi, peintre italien (° vers 1460).
- Date précise inconnue :
  - Timoteo della Vite, peintre italien de l'école ombrienne (° 1469).
  - Pietro Vannucci, dit le Pérugin, peintre italien (° vers 1448).
- Vers 1523 :
- Thoman Burgkmair, peintre allemand (° vers 1444).